# Fetge amb ceba

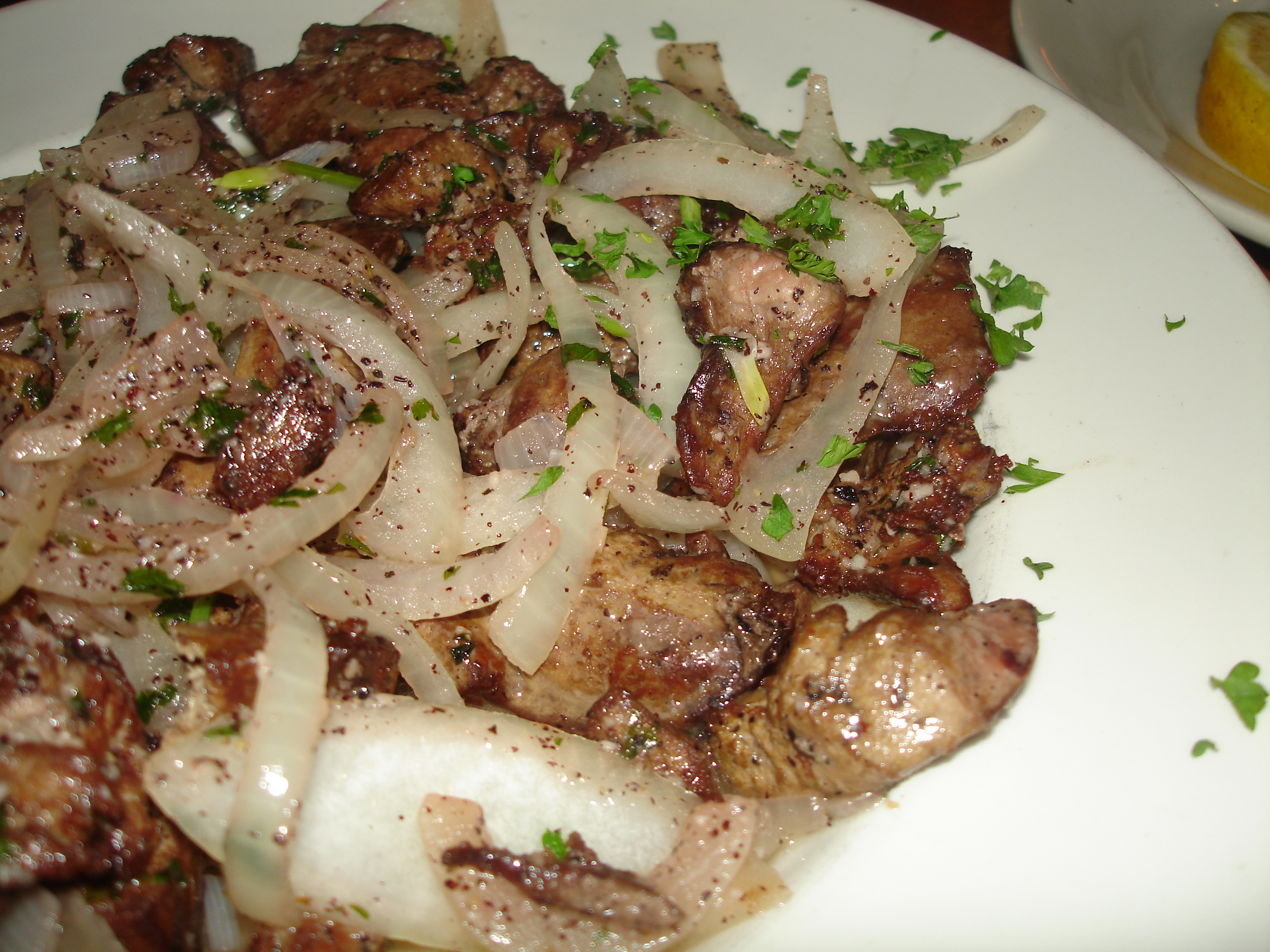
Fetges de pollastre amb ceba

Fetge amb ceba és una preparació gastronòmica tradicional. Els ingredients principals són fetge (normalment de porc, xai o vedella) i cebes. El fetge ve tallat normalment en filets prims i es guisa amb la ceba. En algunes versions els fetge i la ceba es fregeixen per separat i es barregen tot seguit. Hi ha llocs on el fetge es talla en daus.
El fetge amb ceba ha estat un plat afavorit a la cuina del regne Unit i d'Alemanya, així com a molts països de l'Europa Central, on es menja acompanyat amb patata bullida o puré de patates. Era un plat molt popular també a la cuina casolana catalana al segle xx, on s'afegia all fregit a la barreja.
El fetge i la ceba, els dos ingredients principals, combinen tan bé que sembla que aquest plat ha sorgit espontàniament a moltes gastronomies. A la recepta tradicional de França el fetge es fregeix amb mantega i cansalada.
Als Estats Units el fetge amb ceba va ser un plat molt comú als restaurants locals, però ha perdut popularitat i actualment es veu restringit a la cuina casolana dels estats del sud. Aquest plat continua essent un plat molt estès a la cuina de l'Amèrica central i del sud, on s'acompanya amb tortillas (coques primes de dacsa) o arròs bullit. Hi han variants d'aquest plat preparades a base de fetges de pollastre, sobretot a la gastronomia d'Espanya.